# Velmo
Le Velmo (en russe : Вельмо) est une rivière de Russie qui coule dans le krai de Krasnoïarsk en Sibérie centrale. C'est un affluent de la Toungouska Pierreuse en rive gauche, donc un sous-affluent de l'Ienisseï. 

## Géographie
Le bassin versant du Velmo a une superficie de 33 800 km2 (surface de taille un peu supérieure à celle de la Belgique, 30 689 km², ou encore plus ou moins équivalente à la moitié de la république d'Irlande.
Son débit moyen en fin de parcours est de 380 m3/s, autant que la Meuse au niveau de son débouché dans la mer du Nord.
La rivière présente des crues annuelles au printemps, en mai-juin. La période d'étiage se déroule en hiver. 
Le Velmo naît dans le krai de Krasnoïarsk, au centre-ouest du vaste plateau de Sibérie centrale, dans une région au climat rigoureux, en pleine taïga quasi inhabitée. Il prend sa source à une altitude de plus ou moins 600 mètres sur le versant est des monts de l'Ienisseï, à peu de distance de la source du Bolchoï Pit. 
Dans son parcours, la rivière traverse des régions couvertes de taïga et assez bien arrosées. Elle coule grosso modo du sud-est vers le nord-ouest. Son cours comporte de très nombreux méandres. Elle finit par se jeter dans la Toungouska Pierreuse en rive gauche, à une altitude de 57 mètres, une dizaine de kilomètres après avoir baigné la localité de Bourniy. 
Le Velmo est navigable sur 190 kilomètres, à partir du confluent de la Teïa jusqu'à sa confluence avec la Toungouska Pierreuse.

## La période de gel
Le Velmo est habituellement pris par les glaces fin octobre ou début novembre. Le dégel et la débâcle se produisent fin avril ou début mai.
Le bassin versant du Velmo, comme l'ensemble de la partie centrale du plateau de Sibérie centrale, repose totalement sur un manteau de sol gelé en permanence ou pergélisol, d'une épaisseur pouvant atteindre 100 mètres.

## Affluents
La Teïa en rive gauche.

## Hydrométrie - Les débits mensuels à Svetlana
Le débit de la rivière a été observé pendant 6 ans (entre 1994 et 1999) à Svetlana, petite localité située à 54 kilomètres en amont de son confluent avec la Toungouska Pierreuse, à 70 mètres d'altitude. 
Le débit inter annuel moyen ou module observé à Svetlana durant cette période était de 358 m3/s pour une surface étudiée de 31 700 km2, soit plus ou moins 94 % du bassin versant de la rivière qui en fait 33 800. La lame d'eau écoulée dans ce bassin versant se monte ainsi à 357 millimètres par an, ce qui doit être considéré comme franchement élevé, surtout dans le cadre sibérien qui connait généralement des valeurs fort inférieures.
Rivière alimentée en partie par la fonte des neiges, le Velmo est un cours d'eau de régime nivo-pluvial. 
Les hautes eaux se déroulent au printemps, aux mois de mai et juin, ce qui correspond au dégel et à la fonte des neiges de son bassin. Dès le mois de juillet, le débit s'effondre, mais reste très soutenu tout au long du reste de l'été et de l'automne. Un rebond de faible ampleur, a même lieu aux mois de septembre et d'octobre et est lié aux précipitations automnales.
Au mois de novembre, le débit de la rivière baisse à nouveau, ce qui constitue le début de la période des basses eaux. Celle-ci a lieu de novembre à avril inclus. 
Le débit moyen mensuel observé en mars (minimum d'étiage) est de 85,7 m3/s, soit un peu plus de 7 % du débit moyen du mois de juin, maximum de l'année (1 164 m3/s), ce qui montre l'amplitude, assez modérée pour la Sibérie, des variations saisonnières. Sur la durée d'observation de 6 ans, le débit mensuel minimal a été de 73,1 m3/s en mars 1995, tandis que le débit mensuel maximal s'élevait à 1 580 m3/s en juin 1998. 
En considérant la seule période estivale, libre de glaces (de mai à octobre inclus), le débit mensuel minimal observé a été de 143 m3/s en septembre 1994, ce qui restait appréciable.